# Farancia
Farancia es un género de serpientes colúbridas. Consiste de dos especies, una comúnmente conocida como la serpiente arcoíris (F. erytrogramma) y la otra comúnmente conocida como la serpiente del lodo (F. abacura). Ambas especies son nativas del sudeste de los Estados Unidos.

## Descripción
Los especímenes adultos de las especies del género Farancia suelen medir hasta 92 a 137 cm (36-54 pulgadas) de longitud total (incluida la cola). Suelen ser marrón oscuro o negro en la parte dorsal, con una parte inferior de un color naranja y rojo brillante. Las serpientes arcoíris exhiben rayas rojas en su dorso.
El cuerpo de las especies del género Farancia es cilíndrico, robusto y musculoso. Las escamas dorsales lisas, brillantes e iridiscentes están dispuestas en 19 filas en el medio del cuerpo. La cola es corta, terminando en una espina dorsal.

## Ecología
Las serpientes del género Farancia son semiacuáticas. Viven en orillas fangosas de fuentes de agua permanentes y de movimiento lento, donde se alimentan de especies acuáticas de anfibios y peces. Ejemplos serían anguilas, anfiumas y salamandras pertenecientes a la familia Sirenidae.
La reproducción se da a principios de la primavera, y los huevos se ponen en una madriguera cerca del agua a principios del verano. La nidada se incuba entre 8 y 12 semanas, y eclosiona a mediados de otoño.